# Esfinx d'Hetepheres II

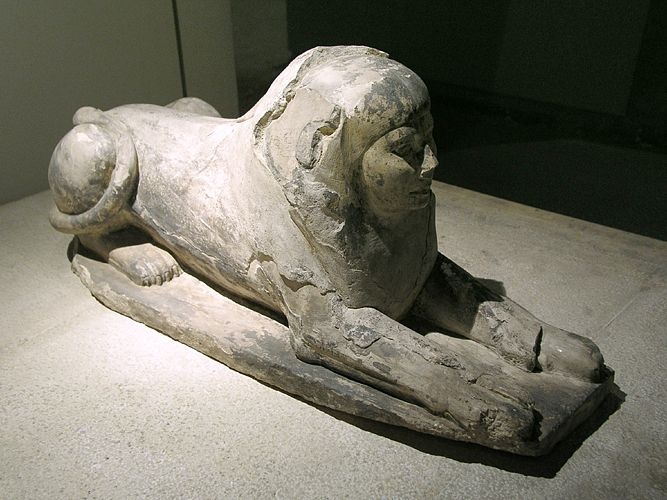
Esfinx amb el nom de la reina Hetepheres II trobada al complex funerari de Djedefre a Abu Rawash.

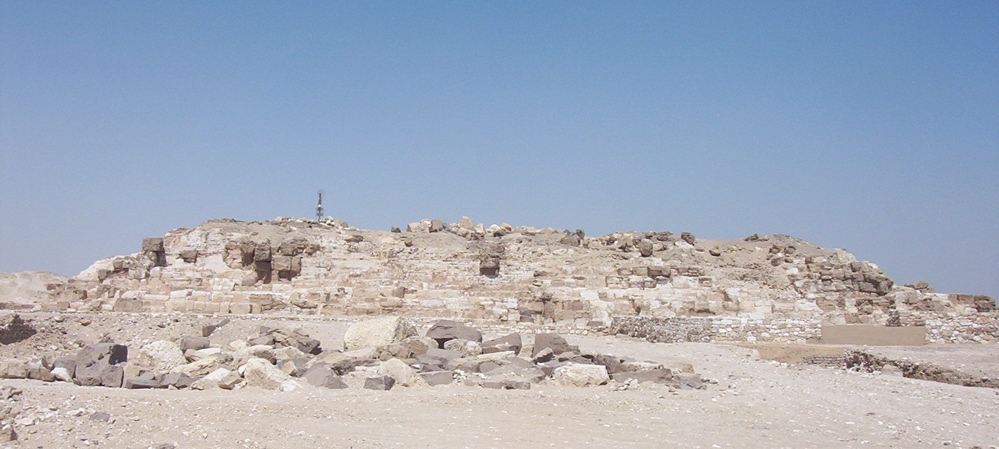
Ruïnes de la piràmide de Dyedefra, a Abu Roash.

L'Esfinx d'Hetepheres II, és una escultura tallada durant l'Imperi Antic d'Egipte i és l'esfinx de més antiguitat de totes les trobades fins avui.

## Troballa i història
L'esfinx va ser descoberta entre les ruïnes de la Piràmide de Djedefre, situada a Abu Rawash, a 9 km de la localitat egípcia de Guiza.
L'esfinx representa a Hetepheres II, reina de l'antic Egipte, filla de Kheops o Jufu i esposa de Djedefre, sent un dels membres més longeus de la quarta dinastia.

## Conservació
- La figura s'exhibeix de forma permanent en el Museu Egipci del Caire, (Egipte).

## Característiques
- Estil: art egipci.
- Material: calcària pintada.